# Sting in the Tail
Sting In The Tail је седамнаести студијски албум немачке хеви метал групе Скорпионс, издат 2010. године.

## Списак песама
1. - 3:57
2. - 3:12
3. - 2:44
4. - 3:24
5. - 3:17
6. - 4:31
7. - 4:25
8. - 3:22
9. - 5:15
10. - 3:43
11. - 4:34